# Terremoto de Puerto Príncipe de 1770
El terremoto de Puerto Príncipe de 1770 tuvo lugar a las 7:15 pm hora local del 3 de junio, en la Falla de Enriquillo-Plantain Garden cerca de Puerto Príncipe, Saint-Domingue, la colonia francesa que ahora es Haití.

## Daño
El terremoto fue lo suficientemente fuerte como para destruir Puerto Príncipe y arrasó con todos los edificios entre el lago Miragoâne y Petit-Goâve, al oeste de Puerto Príncipe. La llanura de Cul-de-Sac, un valle del rift bajo Puerto Príncipe que se extiende hacia el este hasta la República Dominicana, experimentó una extensa licuefacción del suelo. El suelo debajo de Puerto Príncipe se licuó, derribando todos sus edificios, incluidos los que habían sobrevivido al terremoto de 1751. Un pueblo, Croix des Bouquets, se hundió por debajo del nivel del mar. Se sintieron fuertes conmociones en Cabo Haitiano, a unos 160 kilómetros (99 millas) del epicentro estimado en el distrito de Léogâne. Algunas chimeneas en la lejana isla de Jamaica colapsaron.
Se estima que 200 personas murieron en Puerto Príncipe en edificios derrumbados incluidas 79 de las 80 personas en el hospital de Puerto Príncipe. El número de muertos habría sido mayor, pero el terremoto fue precedido por un estruendo que dio tiempo a la gente para huir de sus casas antes del temblor principal, que consistió en dos descargas que duraron un total de cuatro minutos. Cincuenta personas murieron en Léogâne.

## Tsunami
El terremoto generó un tsunami que llegó a la costa a lo largo del Golfo de la Guanaba y rodó hasta 7,2 kilómetros (4,5 millas) tierra adentro en la depresión Cul-de-Sac, aunque esto podría haberse confundido con los efectos de la licuefacción.

## Secuelas
Las secuelas del terremoto vieron muchas más muertes ya que miles de esclavos escaparon en el caos, la economía local colapsó y 15.000 esclavos murieron en la hambruna subsiguiente. Otras 15.000 personas murieron a causa de lo que se cree que fue ántrax gastrointestinal por comer carne contaminada comprada de contrabando a comerciantes españoles, que no podían venderla en la Capitanía General de Santo Domingo.
La situación se agravó debido a las dificultades de comercio existentes entre la parte española y francesa de la isla, al no haber unas fronteras detalladas. La tragedia facilitó un acuerdo entre los gobernantes en La Española en 1772 (rechazado por la corte de París) no pudo ser firmado hasta 1777.